# 马尔索朗
马尔索朗（法語：Marsolan，法語發音：[maʁsɔlɑ̃]）是法国热尔省的一个市镇，位于该省北部偏东，属于孔东区和热尔洛马涅市镇公共社区。

## 地理
马尔索朗（43°56'35"N, 0°32'22"E）面积26.14 平方千米，位于法国奧克西塔尼大區热尔省，该省份为法国西南部内陆省份，北起顺时针与洛特-加龙省、塔恩-加龙省、上加龙省、上比利牛斯省、大西洋比利牛斯省和朗德省接壤。
与马尔索朗接壤的市镇（或旧市镇、城区）包括：布拉济耶尔、欧维尼翁河畔卡斯泰尔诺、拉加尔德、莱克图尔、拉罗米约、泰罗布。
马尔索朗的时区为UTC+01:00、UTC+02:00（夏令时）。

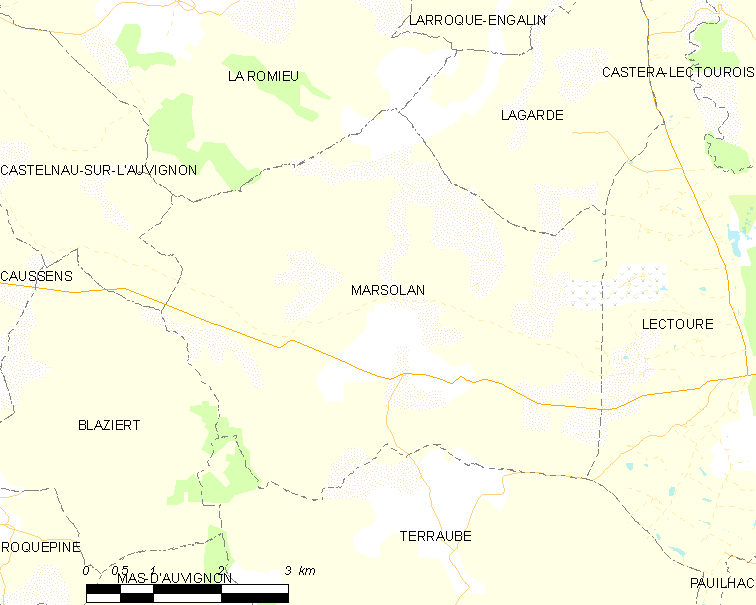
马尔索朗的OSM定位图

## 行政
马尔索朗的邮政编码为32700，INSEE市镇编码为32239。

## 政治
马尔索朗所属的省级选区为莱克图尔-洛马涅县。

## 交通
热尔省省道D7线和D166线在马尔索朗市中心十字交汇。

## 人口

1962-2008年间马尔索朗人口变化图示

马尔索朗于2022年1月1日时的人口数量为442人。